# 道の駅川のみなと長井
道の駅川のみなと長井（みちのえき かわのみなとながい）は山形県長井市にある国道287号に、2017年（平成29年）4月21日にオープンした道の駅。

## 施設
- 駐車場
  - 普通車：109台[5]
  - 大型車：7台
  - 身障者用：4台
- トイレ：19器
- 公衆電話：1台
- 地域特産物紹介コーナー（9:00 - 18:00）
- 軽食コーナー（9:00 - 18:00）
- まちづくり紹介コーナー
- 休憩コーナー
- 情報提供施設
- 観光案内所
- 電気自動車用充電器

### 管理団体
- 一般財団法人 置賜地域地場産業振興センター[6][7]

## アクセス
- フラワー長井線 長井駅下車 徒歩10分
- 長井市営バス 観光交流センター前下車
- 山交バス 長井市役所前下車 徒歩8分
- 国道287号